# Darwinia taxifolia
Darwinia taxifolia är en myrtenväxtart som beskrevs av Allan Cunningham. Darwinia taxifolia ingår i släktet Darwinia och familjen myrtenväxter.
Artens utbredningsområde är New South Wales. Inga underarter finns listade i Catalogue of Life.